# 大韓民国陸軍
大韓民国陸軍（だいかんみんこくりくぐん、韓: 대한민국 육군、ROK Army、ROKA） は、大韓民国国軍を構成する大韓民国の陸軍である。
2015年現在、42個師団（常備師団 22個、予備師団 20個、常備軍 約50万人、予備軍 約320万人）の兵力を有する。

## 歴史

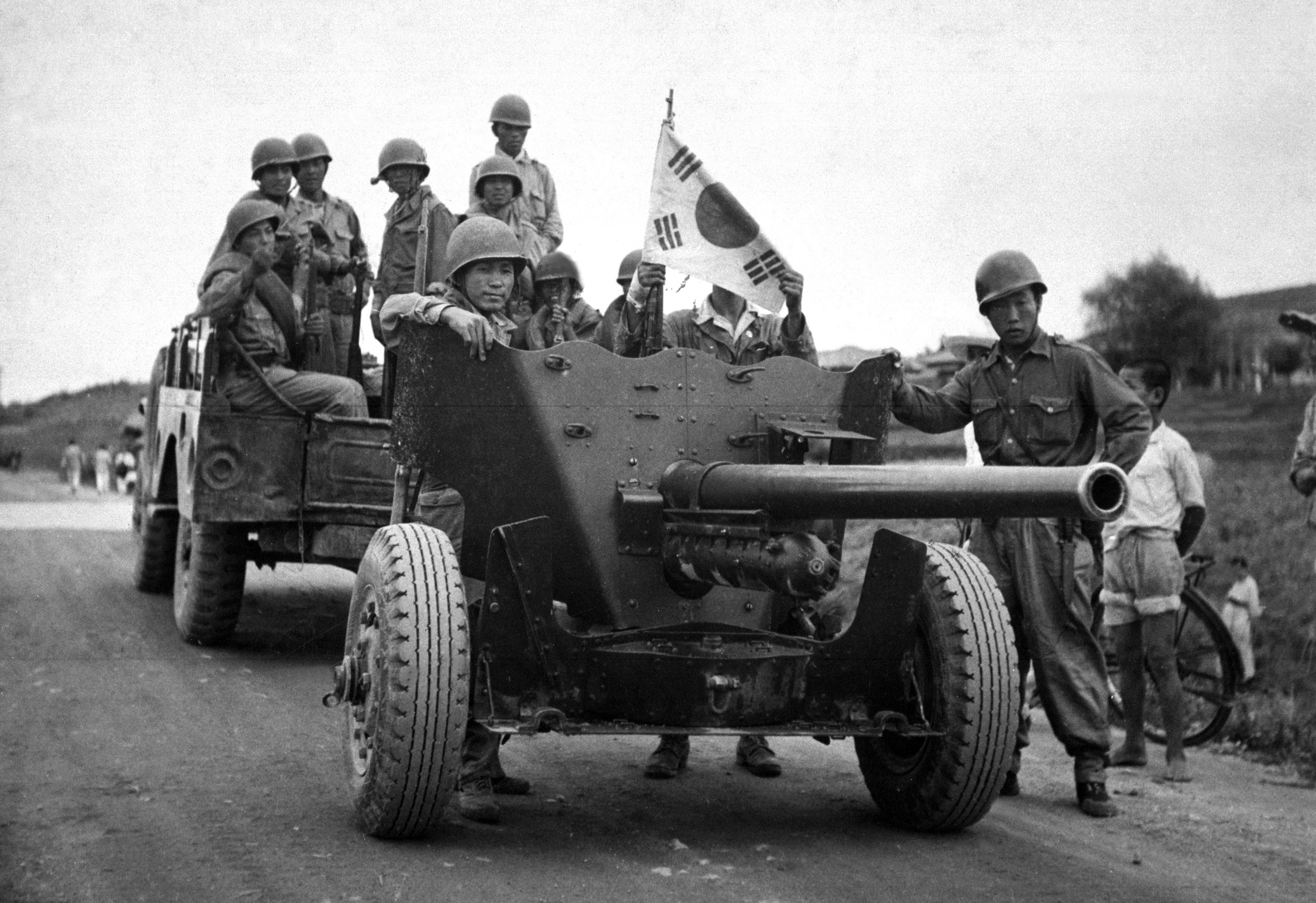
1950年韓国陸軍のオードナンス QF 6ポンド砲

1945年8月15日、大日本帝国の敗戦による朝鮮統治終了にともない、混乱乗じて各地において大小規模さまざまな武装組織や政党が次第にではあるものの現れてきた。
アメリカ軍軍政期の間に軽装備の南朝鮮国防警備隊（旧日本軍の置き土産でもある三八式歩兵銃や九九式短小銃、中には竹槍で一時を凌いだ部隊もあり、制服や靴は員数分も満足に無く日々の食事にも困ることもあった。しかし当時の韓国国家警察はカービン銃をはじめ、戦車以外の必要な装備はアメリカ軍から与えられていた）がアメリカ軍当局の監督の元に創設された。軍事英語学校（後の警備士官学校/陸軍士官学校）において日本陸軍や旧満州国軍で士官・下士官経験のある者たちと光復軍系列の人士を主軸に軍事教育を施し、将来の国軍の礎としてあらゆる努力が注がれた。
南朝鮮警備隊から大韓民国陸軍への移行期には、李承晩政権の反共主義政策から、済州島四・三事件、麗水・順天事件、聞慶虐殺事件などで南朝鮮労働党員をはじめとする朝鮮人共産主義者への弾圧を実行している。
1979年10月26日の朴正煕暗殺事件によって朴正煕政権が倒れ、「ソウルの春」を迎えてからは次第に（あるいは表面的には）強権的な一面は鳴りを潜めつつあったが、翌1980年5月に光州事件が発生。国軍に対する国民の目が一層厳しくなる結果となった。
1980年代後半からは、漸進的に近代化を図っており、それまでアメリカからの供与に頼っていた装備を続々と国内開発の兵器に代替しているほか、経済借款返還の一環として、西側諸国では珍しくロシア製の装備を主力部隊に配備している。

### 年表
- 1945年8月15日：大日本帝国降伏。
- 1948年9月5日：南朝鮮国防警備隊から韓国陸軍へ改編[1]。
- 1950年6月25日：朝鮮戦争勃発。
- 1953年7月27日:休戦。
- 1965年10月：ベトナム戦争に参戦。首都師団(猛虎師団)、青龍旅団、白馬師団を派遣。派遣部隊は逐次、増強された。
- 1968年1月21日：青瓦台襲撃未遂事件発生。
- 1973年3月23日：ベトナムから完全撤兵。
- 1976年8月18日：ポプラ事件発生。
- 1996年9月18日：江陵浸透事件発生。
- 1997年11月7日：掃討作戦完了。
- 2003年：イラクに多国籍軍として600名を派遣。
- 2004年2月23日:イラク派遣部隊、アメリカからの要請により2,800名規模に増強（その後3,600名）。ザイトゥーン部隊（イラク平和再建師団）に改編される。

## 海外派兵/PKO/PKF
韓国陸軍は、ベトナム戦争、湾岸戦争、対テロ戦争、イラク戦争に派兵され、戦闘や平和維持などの任務を遂行した。

## 組織
2016年時点の兵力は約500,000人。

### 軍令機関
- 陸軍参謀総長
  - 陸軍本部

### 教育学校機関
- 陸軍教育司令部
  - 陸軍大学校
  - 陸軍訓練所
  - 陸軍歩兵学校
  - 陸軍機械化学校
  - 陸軍砲兵学校
  - 陸軍防空学校
  - 陸軍工兵学校
  - 陸軍情報学校
  - 陸軍情報通信学校
  - 陸軍航空学校
  - 陸軍化生放学校
  - 陸軍総合軍水学校
  - 陸軍総合行政学校
  - 陸軍科学化戦闘訓練団
  - 戦闘指揮訓練団
  - 陸軍副士官学校 - 副士官は下士官の意
- 陸軍参謀総長直轄
  - 陸軍士官学校（ソウル特別市）

### 主要作戦機関
- 地上作戦司令部 (韓国陸軍)（朝鮮語版）（第1野戦軍と第3野戦軍を統合し2019年発足）
- 第2作戦司令部（旧第2野戦軍を改変し2007年発足）
- 首都防衛司令部
- 特殊戦司令部
- 航空作戦司令部

### 主要軍政機関
- 軍需支援司令部 兵站司令部
- 大韓民国郷土予備軍

## 兵科

### 戦闘（전투）
- 歩兵（보병）
- 砲兵（포병）
- 工兵（공병）
- 防空（방공）
- 航空（항공）
- 装甲（기갑）
- 情報（정보）
- 情報通信（정보통신）

### 技術（기술）
- 化生放（화생방） - 化学兵器・生物兵器・放射能兵器の略
- 軍需（군수）
  - 兵器（병기） - 整備・武器管理等
  - 兵站（병참） - 輜重兵
  - 輸送（수송）

### 行政（행정）
- 人事（인사）
- 財政（재정） - 主計科
- 軍事警察（군사경찰） - 憲兵
- 公報正訓（공보정훈） - 広報・教育訓練等

### 特殊（특수）
- 医務（의무） - 軍医・歯科医
- 獣医（수의）
- 看護（간호）
- 法務（법무）
- 軍宗（군종） - 従軍聖職者
- 軍楽（군악）

## 現在の編成
陸軍参謀総長が指揮する陸軍本部のもとに、2個作戦司令部を主軸として次の組織が所属する。
- 地上作戦司令部 (韓国陸軍)（朝鮮語版）軍事境界線防衛
  - 2014年より開始された『国防計画2030計画』に基づき、それまで軍事境界線防衛を担ってきた第1野戦軍及び第3野戦軍を統合して2018年に発足した。前身の2個野戦軍麾下部隊だった7個軍団が所属している。
    - 東部戦線（旧第1野戦軍麾下）
      - 第2軍団（3個常備師団、2個旅団、司令部：江原特別自治道春川市）
      - 第3軍団（3個常備師団、2個旅団、司令部：江原特別自治道麟蹄郡）
      - 第8軍団（2個常備師団、1個旅団、司令部：江原特別自治道襄陽郡）

    - 西部戦線（旧第3野戦軍麾下）
      - 首都軍団（2個常備師団（海兵隊1個師団を含む）、1個動員師団、3個郷土師団、1個旅団、司令部：京畿道安養市）
      - 第1軍団（4個常備師団、1個動員師団、3個旅団、司令部：京畿道高陽市）
      - 第5軍団（3個常備師団、2個動員師団、3個旅団、司令部：京畿道抱川市）
      - 第6軍団（3個常備師団、2個動員師団、3個旅団、司令部：京畿道富川市）
      - 第7機動軍団（2個常備師団、2個旅団、司令部：京畿道利川市）
- 第2作戦司令部（旧第2野戦軍司令部） 後方地域防衛
  - 旧第2野戦軍を前身としており、2005年より開始された『国防改革2020計画』に基づき、麾下の第9軍団と第11軍団を統廃合して2007年に発足した。1個常備師団、6個郷土師団、2個特攻旅団が所属している。
- 陸軍本部直轄部隊
  - 首都防衛司令部 - 首都・ソウル防衛を目的とする大統領直属部隊の司令部。平時よりソウル警備を担う第1警備団の他、2個郷土師団、1個防空旅団が麾下に所属している。
  - 特殊戦司令部 - 情報収集、特殊作戦を統括する司令部。特戦司（とくせんし）とも呼ばれる。6個空輸特殊作戦旅団の他、対テロ作戦部隊である第707特殊任務団、国連平和維持活動への派遣を主任務とする国際平和支援団を有する。隷下の特殊作戦旅団は「ブラックベレー」とも呼ばれる。
  - 航空作戦司令部 - 航空作戦任務を統括する司令部。各種ヘリコプターを集中運用する。
  - 陸軍教育司令部（朝鮮語版） - 陸軍における軍事訓練などを統括する司令部。歩兵、機甲、砲兵など、各軍種の教育・訓練部隊を統括する。
  - 陸軍士官学校 - 陸軍将校の育成を目的とした軍事学校（高等教育機関）。4年制。
  - 陸軍3士官学校（朝鮮語版） - 陸軍士官学校と同じく、陸軍将校の育成を目的とした軍事学校（高等教育機関）。北朝鮮との軍事的緊張やベトナム戦争派遣などにより、陸軍士官学校では対応しきれなくなった将校育成能力の増強を目的として1968年に創設された。
  - 陸軍ミサイル戦略司令部（朝鮮語版） - 国産弾道ミサイル・巡航ミサイル「玄武シリーズ」を運用する長射程ミサイル運用部隊を統括する司令部。増強の一途を辿る朝鮮人民軍の弾道ミサイル戦力への対処を目的に、2014年に創設された。

## 大韓民国陸軍の階級
- 士官
  - 将官 （朝鮮語では將星）
    - 원수（元帥）：(General of the Army)
    - 대장（大將）：(General)
    - 중장（中將）：(Lieutenant General)
    - 소장（少將）：(Major General)
    - 준장（准將）：(Brigadier General)

  - 佐官 （朝鮮語では領官）
    - 대령（大領）：(Colonel)
    - 중령（中領）：(Lieutenant Colonel)
    - 소령（少領）：(Major)

  - 尉官
    - 대위（大尉）：(Captain)
    - 중위（中尉）：(First Lieutenant)
    - 소위（少尉）：(Second Lieutenant)
- 准士官
  - 준위（准尉）：(Warrant Officer)
- 下士官（朝鮮語では副士官）
  - 원사（元士）：(Sergeant Major)
  - 상사（上士）：(Master Sergeant)
  - 중사（中士）：(Sergeant First Class)
  - 하사（下士）：(Staff Sergeant)
- 兵 (朝鮮語では兵士）
  - 병장（兵長）：(Sergeant)
  - 상등병（上等兵）：(Corporal)
略称：상병（上兵）
  - 일등병（一等兵）：(Private First Class)
略称：일병（一兵）
  - 이등병（二等兵）：(Private)
略称：이병（二兵）
  - 훈련병（訓練兵）：(Private (Basic))
略称：훈병（訓兵）
訓練所での新兵教育課程にある兵の階級

## 事件
- 2005年：韓国陸軍訓練所食糞事件、漣川軍部隊銃乱射事件
- 2008年：いじめ自殺事件[2]
- 2011年：論山訓練所髄膜炎死亡事件[3]
- 2012年：坡州銃器死亡事件（京畿道坡州市 第1師団 鉄条網警戒所）[4]
- 2013年：洪川韓国兵士脳腫瘍死亡事件
- 2014年：漣川後任兵暴行致死事件、江原道高城郡兵長銃乱射事件、兵士死亡事件（江原道高城郡 第22師団）[5]
- 2015年：軍内性的暴行事件[3]
- 2021年：トランスジェンダー兵士死亡事件[6][7][8][9]、女性兵士死亡事件[10]

## 記念日
- 10月1日 - 韓国陸軍記念日